# Cărpiniș (okręg Gorj)
Cărpiniș – wieś w Rumunii, w okręgu Gorj, w gminie Crasna. W 2011 roku liczyła 968 mieszkańców.